# Cezar Kunikow (1986)
Cezar Kunikow (Цезарь Куников), poprzednio BDK-64 − duży okręt desantowy projektu 775/II (w kodzie NATO: Ropucha) Marynarki Wojennej Rosji. Zaprojektowany w Polsce i zbudowany w Stoczni Północnej w Gdańsku, wszedł do służby w Marynarce Wojennej ZSRR w 1986 roku pod oznaczeniem BDK-64 (БДК-64). W 1989 roku otrzymał nazwę „Cezar Kunikow” na cześć radzieckiego oficera. Po rozpadzie ZSRR przejęty przez marynarkę wojenną Rosji, w której nosił numer burtowy 158.
Wchodził w skład Floty Czarnomorskiej. Wziął udział w rosyjskiej inwazji na Ukrainę, podczas której w lutym 2024 roku został zatopiony przez ukraińskie siły.

## Historia
Okręt BDK-64 został zbudowany w 1986 roku w Stoczni Północnej w Gdańsku jako jeden z serii dużych okrętów desantowych projektu 775, zaprojektowanych w Polsce i budowanych na zamówienie marynarki ZSRR. W ramach projektu 775 nosił numer budowy 23, zaliczając się do jego drugiej odmiany (775/II). W kodzie NATO typ ten był oznaczany jako Ropucha (Ropucha I).

## Skrócona charakterystyka

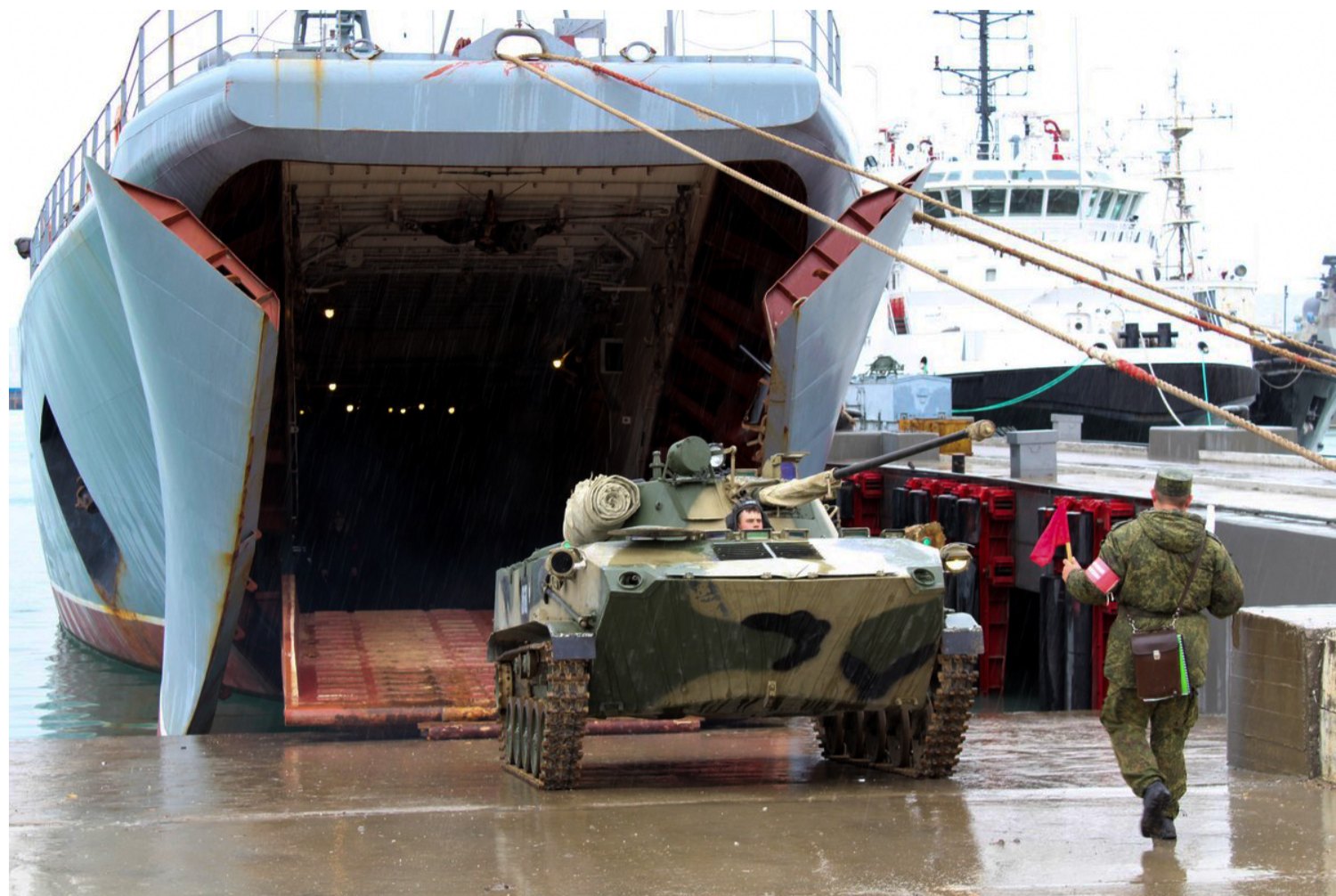
Załadunek bojowego wozu desantu BMD-3 na pokład „Cezara Kunikowa”, 2017

Okręty desantowe projektu 775 dysponują przelotową ładownią, dostępną przez rampę dziobową i rufową, o długości 95 m, szerokości od 4,5 do 6,5 m i wysokości 4,5 m. Na dziobie jest otwierana furta i opuszczana pochylnia; w celu rozładunku okręty mogą wpływać na plażę. Jednostki mogą transportować do 13 czołgów lub transporterów opancerzonych albo 20 ciężarówek i w obu wariantach 150 żołnierzy. Ładowność okrętu jest określana w publikacjach jako 450 ton. Załoga liczy 87 osób, w tym 8 oficerów.
Wyporność okrętu niezaładowanego wynosi 2900 ton (czasem podawana jako standardowa), a pełna – 4400 ton. Długość całkowita wynosi 112,5 m, a na linii wodnej 105 m, szerokość wynosi 15 m, a zanurzenie maksymalne 3,17 m.
Uzbrojenie artyleryjskie okrętów projektu 775/II stanowią cztery armaty uniwersalne kalibru 57 mm w dwóch wieżach (po dwa działa) AK-725, umieszczonych przed i za nadbudówką i kierowanych radarem artyleryjskim Bars. Zapas amunicji wynosi 2200 nabojów 57 mm. Wyposażone w dwie poczwórne wyrzutnie pocisków przeciwlotniczych bardzo bliskiego zasięgu Strieła-3, samonaprowadzających się na podczerwień z zapasem 32 pocisków. „Cezar Kunikow” znalazł się w grupie okrętów proj. 775/II uzbrojonych dla celów wsparcia desantu w dwie dwudziestoprowadnicowe wyrzutnie niekierowanych pocisków rakietowych kalibru 122 mm Grad-M ze 160 pociskami. Podczas wojny z Ukrainą, po 2022 roku „Cezar Kunikow” został dozbrojony w dwa sprzężone karabiny maszynowe DSzKM kalibru 12,7 mm na podstawie 2M-1 dla obrony przez lekkimi łodziami.
W skład wyposażenia radioelektronicznego jednostek projektu 775/II wchodzi stacja radiolokacyjna wykrywania nawodnego i powietrznego MR-302 Rubka oraz radar nawigacyjny Don. Do kierowania ogniem artylerii służy radar Bars umieszczony na kolumnie za kominami na rufie. Okręty wyposażone są w dwie szesnastoprowadnicowe wyrzutnie celów pozornych PK-16 kalibru 82 mm służące do walki elektronicznej.
Napęd stanowią dwa silniki wysokoprężne 16 ZVB 40/48 o łącznej mocy 19 200 KM poruszające dwie śruby. Prędkość maksymalna wynosi 17,5 węzła. Zasięg wynosi 3500 Mm przy prędkości 16 węzłów i 6000 Mm przy prędkości 12,5 węzła.

## Służba

### W ZSRR
Okręt wszedł do służby w Marynarce Wojennej ZSRR 30 września 1986 roku z oznaczeniem alfanumerycznym: BDK-64 (БДК-64), od bolszoj diesantnyj korabl – duży okręt desantowy. Wchodził w skład 4. dywizjonu okrętów desantowych 39. Dywizji Morskich Sił Desantowych Floty Czarnomorskiej, stacjonującej w bazie na jeziorze Donuzław. 10 maja 1989 roku, jako jeden z pierwszych okrętów tego typu otrzymał imię własne „Cezar Kunikow”, na cześć radzieckiego oficera dowodzącego desantem na tzw. małą ziemię pod Noworosyjskiem, bohatera Związku Radzieckiego, poległego 14 lutego 1943 roku.

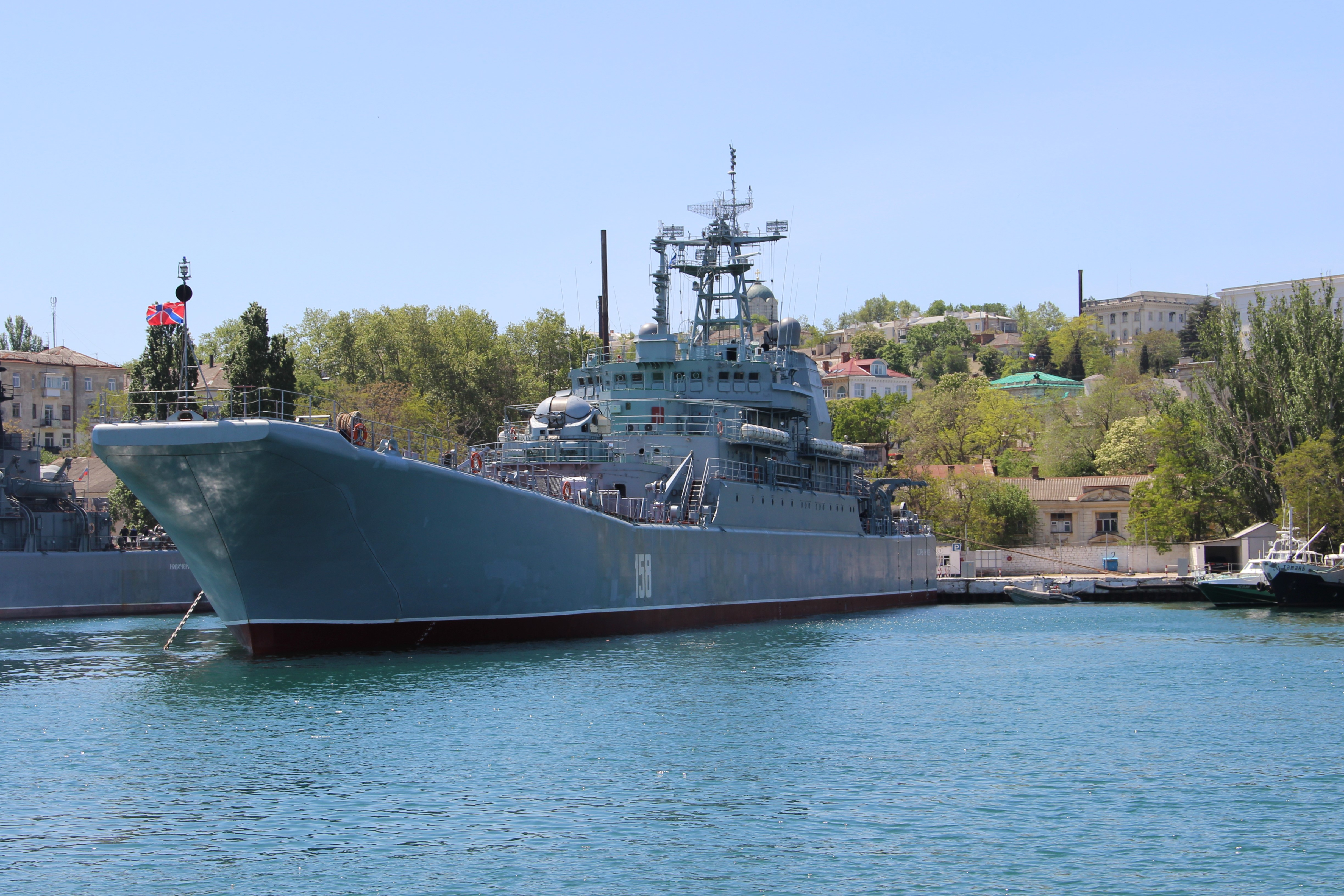
„Cezar Kunikow” w Sewastopolu w 2015 roku

### W Rosji
Po rozpadzie ZSRR w grudniu 1991 roku „Cezar Kunikow” wchodził w skład Floty Czarnomorskiej podporządkowanej siłom zbrojnym Wspólnoty Niepodległych Państw, a w praktyce Federacji Rosyjskiej. Po rozformowaniu 39. Dywizji w 1994 roku, został włączony do 30. Dywizji Okrętów Nawodnych. W drugiej połowie lat 90. został wraz z głównymi siłami Floty Czarnomorskiej ostatecznie przejęty przez Rosję. W lipcu 1999 roku okręt brał w operacji przerzutu sił rosyjskich z Tuapse do Salonik w Grecji dla celów operacji pokojowej ONZ w byłej Jugosławii. W Marynarce Rosji nosił stały numer burtowy 158.
W latach 2006–2012 ośmiokrotnie uczestniczył w rejsach międzynarodowego zespołu okrętów na Morzu Czarnym BLACKSEAFOR, mającego na celu współpracę państw czarnomorskich, w tym z okrętami Ukrainy i Gruzji (sierpień 2006, kwiecień 2007, kwiecień 2008, sierpień 2009, kwiecień 2010, sierpień 2011, kwiecień i sierpień 2012). W sierpniu 2008 roku „Cezar Kunikow” wziął udział w agresji na Gruzję, transportując w składzie rosyjskiego zespołu piechotę morską do Suchumi w Abchazji.
3 października 2011 roku „Cezar Kunikow” wyszedł w miesięczny rejs na Morze Śródziemne do portów Grecji i Kotoru w Czarnogórze, z udziałem zespołu artystycznego i orkiestry Floty Czarnomorskiej. Uczestniczył między innymi w imprezach „tygodnia rosyjskiego” na Korfu (między 7 a 10 października), obchodach rocznicy bitwy pod Navarino w Pilos i odsłonięciu pomnika przyjaźni grecko-rosyjskiej w Argostoli. Odwiedził ponadto Pireus, a w Aleksandropolis wziął udział w obchodach święta narodowego Grecji (dnia Ochi), powracając do Sewastopola 3 listopada, po przepłynięciu ok. 3000 mil morskich. Dowódcą okrętu był wówczas kmdr ppor. Siergiej Łarczuk, dowódcą zespołu kmdr ppor. Siergiej Zwiagin.
Między 6 a 24 kwietnia 2012 roku „Cezar Kunikow” był okrętem flagowym w kolejny rejsie zespołu BLACKSEAFOR, w którego skład wchodził m.in. ukraiński trałowiec „Czerkassy”. Okręty brały udział we wspólnych ćwiczeniach i odwiedziły Konstancę, Stambuł i Sewastopol. W czerwcu 2012 roku okręt wyszedł w rejs do Mesyny we Włoszech pod dowództwem kmdr. ppor. Aleksieja Biezaluka, upamiętniając udział rosyjskich marynarzy w likwidacji skutków trzęsienia ziemi w 1908 гoku.
Od 6 lipca 2013 roku do listopada 2014 roku okręt był remontowany w stoczni marynarki w Warnie w Bułgarii, w ramach rozliczeń finansowych Bułgarii z ZSRR. W okresie 5–8 maja 2015 roku „Cezar Kunikow” reprezentował Rosję na międzynarodowej wystawie uzbrojenia IDEF-2015 w Stambule. W 2014 roku dowódcą okrętu był kmdr ppor. Roman Kotlarow, a w 2018 roku kmdr ppor. Andriej Sawatjew. W grudniu 2017 roku na podstawie wyróżniających się wyników wyszkolenia załogi „Cezar Kunikow” otrzymał tytuł okrętu „uderzeniowego” (ros. udarnyj).
Na początku lipca 2019 roku „Cezar Kunikow” brał udział w manewrach floty rosyjskiej, będących odpowiedzią na NATO-wskie ćwiczenia Sea Breeze na Morzu Czarnym. „Cezar Kunikow” wraz z innymi okrętami desantowymi Floty Czarnomorskiej brał udział w cyklicznych rejsach na Morze Śródziemne wiążących się z zaopatrywaniem rosyjskiego kontyngentu wojsk w Syrii, m.in. w 2020 roku.

### Wojna rosyjsko-ukraińska
Okręt wziął udział w inwazji Rosji na Ukrainę, dostarczając w drugiej połowie marca 2022 roku wraz z innymi rosyjskimi okrętami desantowymi pojazdy wojskowe i zaopatrzenie do zdobytego portu w Berdiańsku nad Morzem Azowskim na południu Ukrainy. 25 marca doszło w Berdiańsku do wybuchu, na skutek którego zatonął przy nabrzeżu okręt desantowy „Saratow”, a „Nowoczerkassk” i „Cezar Kunikow” odcumowały i wyszły w morze, odnosząc niewielkie uszkodzenia od spadających odłamków. Oficjalnie podano, że wybuch był skutkiem ostrzału ukraińską rakietą Toczka-U, jednak istnieje również hipoteza, że spowodowany był nieostrożnością przy rozładunku amunicji i paliwa. W wyniku wybuchu doszło także do pożaru na „Cezarze Kunikowie”, a jego dowódca  kmdr ppor. Aleksandr Czyrwa (Ukrainiec w służbie Rosji) zmarł później na skutek ran.
Według rosyjskiej prasy, w sierpniu 2022 roku „Nowoczerkassk” i „Cezar Kunikow” były nadal niesprawne z powodu wadliwości części zamiennych do silników, dostarczonych z Polski w 2019 roku, oraz niemożności nabycia nowych części wobec sankcji nałożonych na Rosję po ataku na Ukrainę.
14 lutego 2024 roku rano „Cezar Kunikow” został zaatakowany na Morzu Czarnym w pobliżu Ałupki na Krymie przez ukraińskie siły specjalne Grupy 13 przy użyciu bezzałogowych łodzi uderzeniowych (dronów) Magura V5. Strona ukraińska poinformowała tego samego dnia oficjalnie o zatopieniu okrętu na skutek ataku, publikując także nagrania z kamer dronów. Rosja nie zdementowała utraty okrętu. Podkreślano w mediach symbolikę zatopienia w rocznicę śmierci patrona okrętu. Według wywiadu ukraińskiego okręt załadowany był sprzętem wojskowym. Według niepotwierdzonych oficjalnie doniesień, okręt miał przewozić kilkadziesiąt pocisków balistycznych oraz ponad tysiąc pocisków artyleryjskich pochodzenia północnokoreańskiego, a także trzech specjalistów ze wspierającej Rosję Korei Północnej. Utrata okrętu miała być przyczyną dymisji dowódcy Floty Czarnomorskiej Wiktora Sokołowa, która nastąpiła bezpośrednio po tym.